# Kohleveredlungsbetrieb Fortuna-Nord

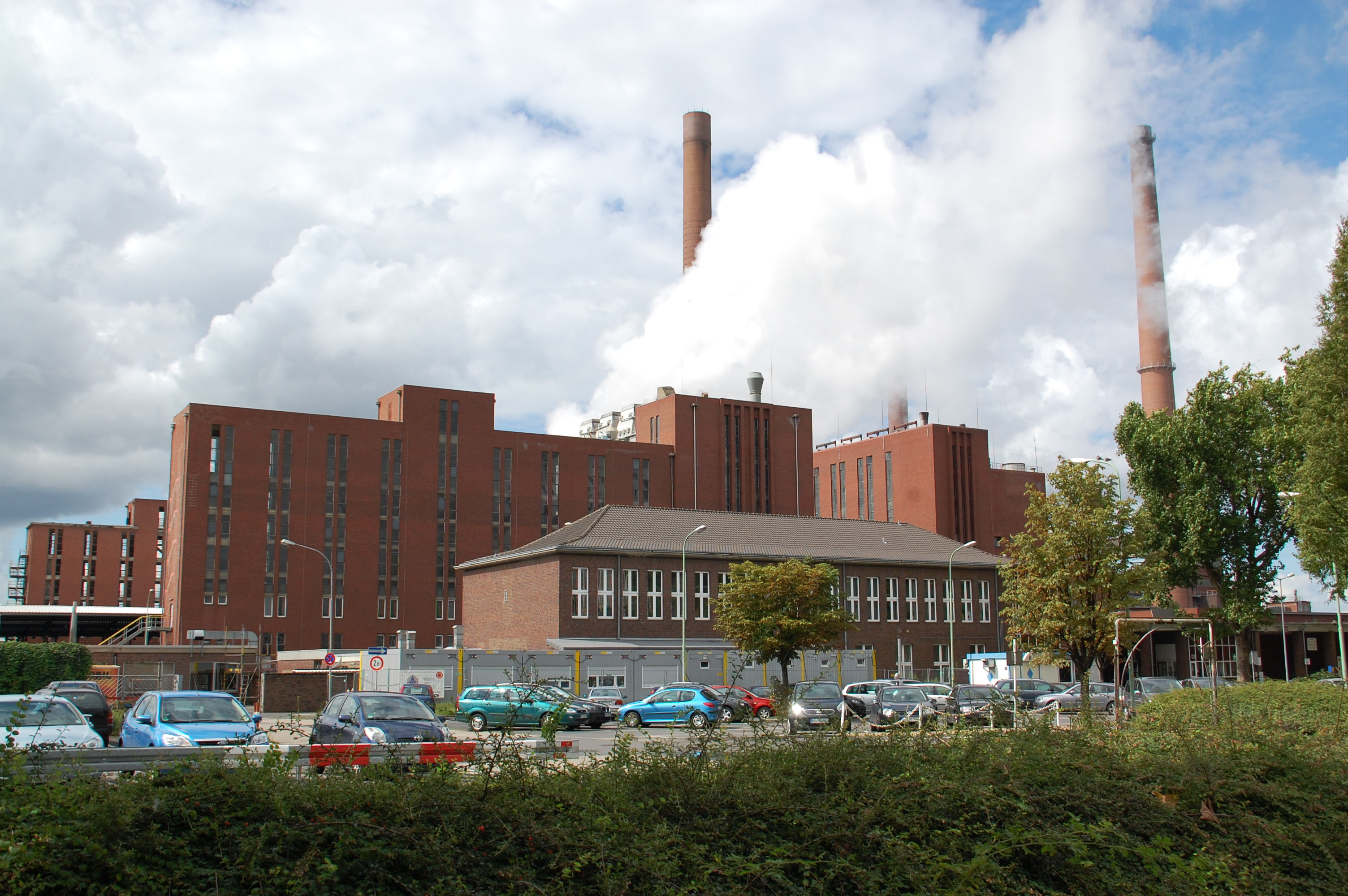
Kohleveredlungsbetrieb Fortuna-Nord

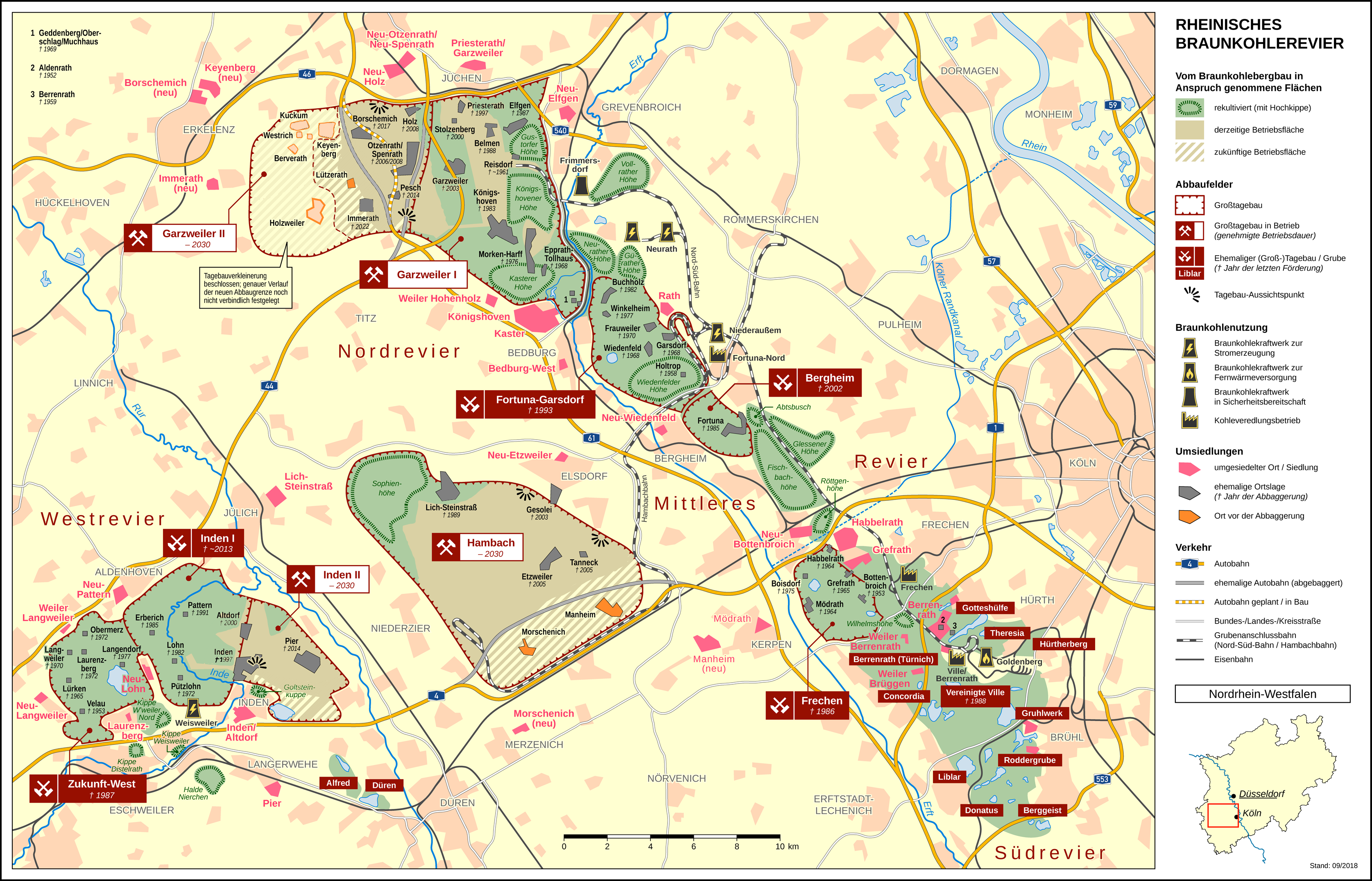
Kohleveredlungsbetrieb Fortuna-Nord im Rheinischen Braunkohlerevier

Der Kohleveredlungsbetrieb Fortuna-Nord im Bergheimer Ortsteil Niederaußem ist eine der drei noch vorhandenen Kohleveredlungsbetriebe der RWE Power, die aus den ehemals zahlreichen und die Braunkohleindustrie begründenden Brikettfabriken hervorgegangen sind. Weitere Fabriken sind der Kohleveredlungsbetrieb Frechen und der Kohleveredlungsbetrieb Ville/Berrenrath im Industriegebiet von Hürth-Knapsack. Fortuna liegt den aktuellen Gruben am nächsten.

## Geschichte
Die Brikettfabrik wurde 1939 als eine der letzten im Rheinischen Braunkohlerevier bei Köln nahe dem damaligen Tagebau Fortuna und dem sich dabei entwickelnden gleichnamigen Ort gegründet. Erste Briketts wurden 1941 produziert. Auch ein Kraftwerk mit dem gleichen Namen gab es dort. Tagebau, Kraftwerk und Ort sind jetzt nur noch Geschichte. Nur die Brikettfabrik am Rande des Ortes Niederaußem wurde stetig erneuert und die Produktion den Erfordernissen des Marktes angepasst. So wurden die 31 Brikettpressen 2003 stillgelegt aber noch nicht abgebaut. 2007/8 investierte RWE-Power 23,5 Millionen Euro in den Bau einer neuen Walzenschüsselmühle zur Produktion von Braunkohlenstaub, die die Kapazität aller Anlagen um 25 % erhöhen soll. Damit kommt RWE der wegen der gestiegenen Preise der alternativen Brennstoffe Gas und Öl gestiegenen Nachfrage nach Kohlenstaub nach.
Der Betrieb ist als Beispiel für Kohleveredlung Teil der Themenstraße Straße der Energie. Informationen zur Braunkohle und ein Plan zur Straße sind im Informationszentrum von RWE Power in Schloss Paffendorf zu finden.

## Produktion
Fortuna-Nord produziert heute (2005) aus jährlich 3,9 Mio. t/a Rohkohle, die über die konzerneigene Nord-Süd-Bahn herangeführt wird, zu 47 % Braunkohlenstaub, der in industriellen Feueranlagen über offenem Rost eingeblasen und verfeuert wird. Die Wirbelschichtkohle ist ein Braunkohlenstaub mit groberer Körnung, der nach dem zirkulierenden Wirbelschichtverfahren in Großfeueranlagen und Kraftwerken effizienter verbrannt wird. Sie hat einen Anteil von 21 %. Die neueste Produktlinie ist Braunkohlenkoks (32 %), als Aktivkoks wird er auch in spezieller Körnung als Filter und Absorber eingesetzt. Zur Verkokung wird getrocknete und abgesiebte Braunkohle in zwei speziellen Herdöfen stark erhitzt. Dabei treten das restliche Wasser und flüchtige Bestandteile aus. Das heiße Gas wird zur Dampferzeugung in Abhitzekesseln verwendet und nach Abgabe der Hitze über Elektrofilter gereinigt und über einen Kamin abgeleitet.

### Kraftwerk
Da die Rohbraunkohle bis zu 55 % Wasser enthält, muss sie erst durch Heißdampf in Röhrentrocknern getrocknet werden. Diesen Prozessdampf produziert die Fabrik in einem in Kraft-Wärme-Kopplung betriebenen Kraftwerk mit fünf Kesseln und vier Turbinen selbst, der nicht selbst verbrauchte Strom wird ins Stromnetz eingespeist. Zudem kann zusätzlicher Dampf aus dem Kraftwerk Niederaußem bezogen werden.